# Waardsedijk
De Waardsedijk is een straat die voor het grootste gedeelte in de gemeente Oudewater ligt, maar ook gedeeltelijk in de gemeente Montfoort. Vroeger vormde de straat samen met de Noord- en Zuid-Linschoterzandweg de zelfstandige gemeente Snelrewaard. De Waardsedijk verbindt het IJsselveld in Montfoort met de Kapellestraat in Oudewater. De Waardsedijk is de zuidgrens van de Polder Snelrewaard en Zuid-Linschoten en loopt parallel met de Hollandse IJssel. De boerderij Waardsedijk 44 is een rijksmonument. De Waardsedijk is zeer smal en daarom zijn er op diverse plaatsen passeerhavens aangelegd.

## Afbeeldingen

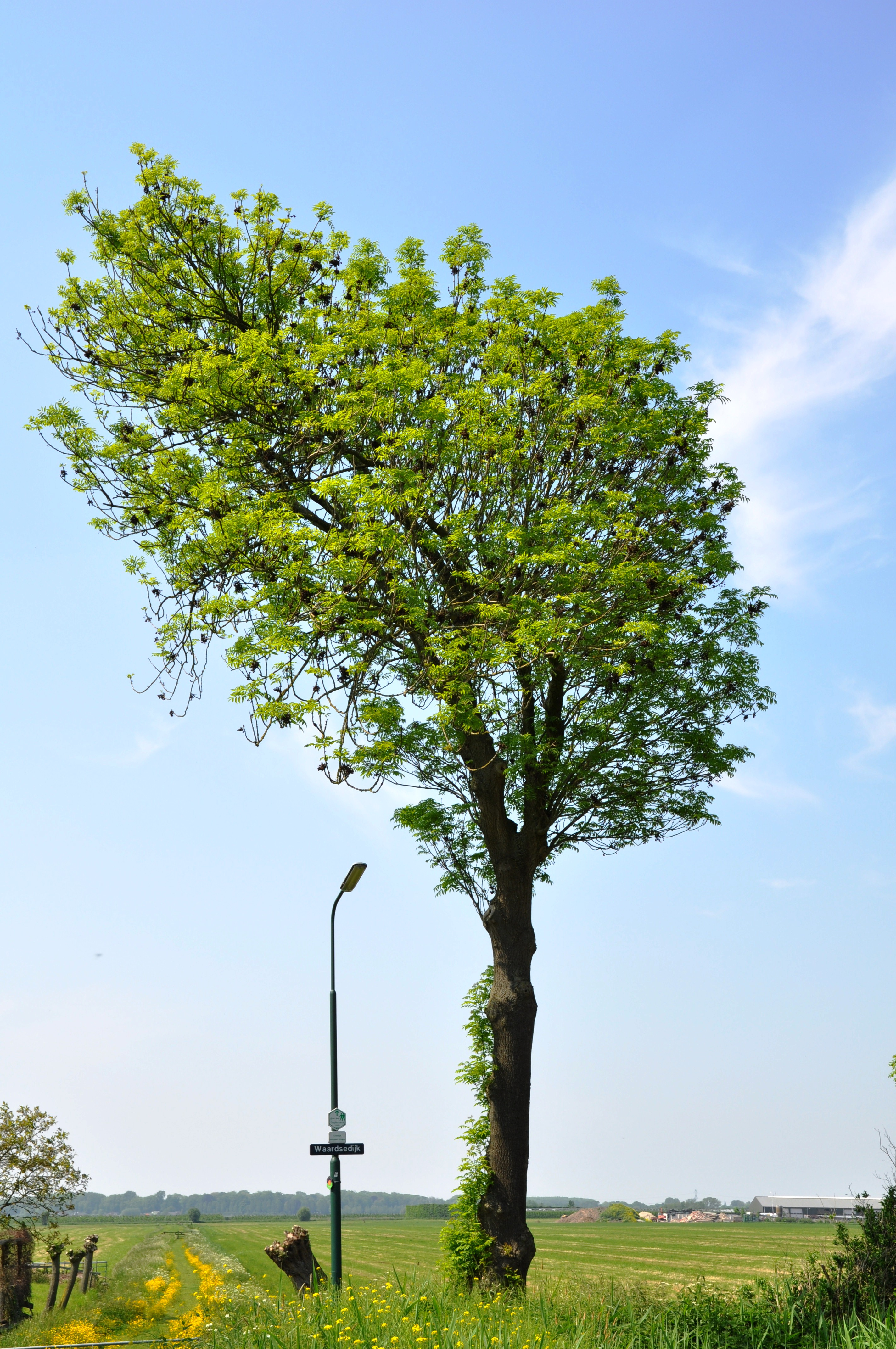
Straatnaambord en karakteristieke boom
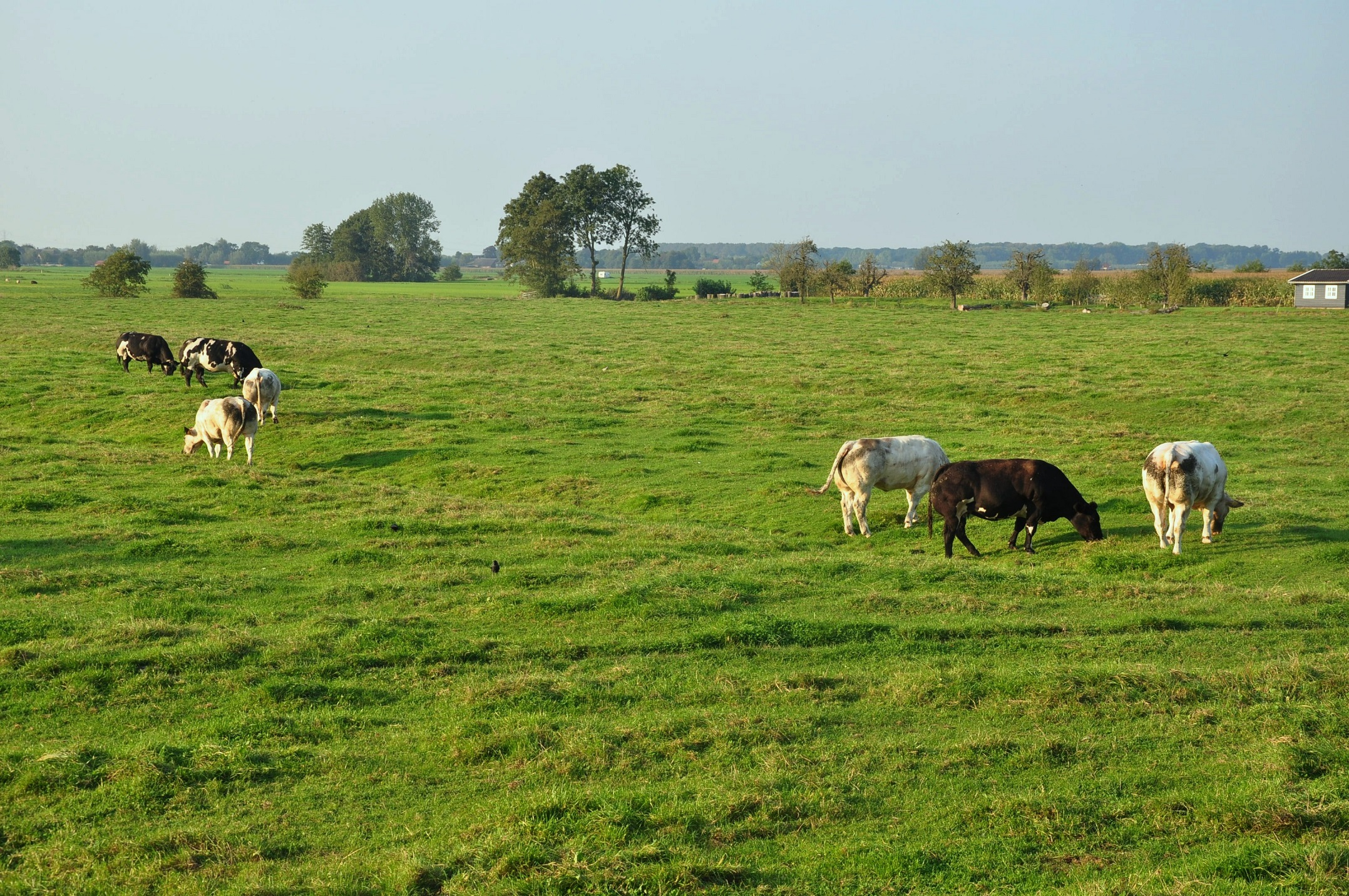
De Polder Snelrewaard en Zuid-Linschoten

Achterstraat ·
Blindeweg ·
Bovenkerkweg ·
De Plaats ·
Doeldijk ·
Havenstraat ·
Heeswijkerpoort ·
Heilig Levenstraat ·
Hofdijk ·
Hofstraat ·
Hoogstraat ·
Julianalaan ·
Keizerstraat ·
Lieve Vrouwegracht ·
Lindeboomsweg ·
Mannenhuisstraat ·
Mastwijkerdijk ·
Molenstraat ·
Om 't Hof · 
Om 't Wedde · 
Onder de Boompjes ·
Oude Boomgaard ·
Schoolstraat  ·
Slotlaan ·
Vrouwenhuisstraat ·
Waardsedijk ·
Waterpoort ·
Willeskopperpoort ·
IJsselplein ·
IJsselkade ·
IJsselveld